# مركز توماس أند ماك
مركز توماس أند ماك (بالإنجليزية: Thomas & Mack Center)‏ هي ساحة متعددة الأغراض تقع في حرم جامعة نيفادا، لاس فيغاس في بارادايس، نيفادا.